# Sociedade Filarmônica 13 de Junho
A Sociedade Filarmônica 13 de Junho é uma organização com orquestra permanente, fundada em 1902 na cidade brasileira de Paratinga, na Bahia. É uma das principais filarmônicas do estado.
O grupo apresenta-se em vários eventos que ocorrem no município, tais como as festas de Santo Antônio, do Divino, de Nossa Senhora da Conceição, de São Sebastião, além de casamentos, cerimônias oficiais e outras atividades culturais.
A Filarmônica também gravou dois álbuns. O primeiro, Centenário (2002), comemorou 100 anos da organização, com várias composições de músicos que passaram pela instituição ao longo do século. Em 2012, foi produzido Concertos no Campo, gravado em estúdio de Oliveira dos Brejinhos. A sociedade também possui um arquivo digitalizado com o apoio da Universidade Federal da Bahia.
A instituição foi alvo de dois livros: Sociedade Filarmônica 13 de Junho: 100 Anos de Tradição e Cultura (2006), do escritor e poeta Carlos Fernando Filgueiras de Magalhães e Histórias de Paratinga (2019), do jornalista Tiago Abreu.

## Discografia
- Centenário (2002)
- Concertos no Campo (2012)